# Yoshiichi Watanabe
Yoshiichi Watanabe (渡辺 由一 Watanabe Yoshiichi?,  nacido el 5 de abril de 1954) es un exfutbolista japonés que se desempeñaba como centrocampista.
En 1979, Watanabe jugó 6 veces para la Selección de fútbol de Japón.

## Trayectoria

### Clubes
| Club  | País  | Año         |
| ----- | ----- | ----------- |
| Mazda | Japón | 1977 - 1982 |

### Selección nacional
| Selección | País  | Año  |
| --------- | ----- | ---- |
| Absoluta  | Japón | 1979 |

## Estadística de equipo nacional
| Selección de Japón | Selección de Japón | Selección de Japón |
| Año                | Part.              | Goles              |
| ------------------ | ------------------ | ------------------ |
| 1979               | 6                  | 1                  |
| Total              | 6                  | 1                  |